# Corydoras garbei
Corydoras garbei är en fiskart som beskrevs av Ihering, 1911. Corydoras garbei ingår i släktet Corydoras och familjen Callichthyidae. Inga underarter finns listade i Catalogue of Life.